# Matt Doherty (cầu thủ bóng đá, sinh năm 1992)
Matthew James Doherty (sinh ngày 16 tháng 1 năm 1992) là một cầu thủ bóng đá chuyên nghiệp người Ireland hiện đang thi đấu ở vị trí hậu vệ phải cho câu lạc bộ Wolverhampton Wanderers và Đội tuyển bóng đá quốc gia Cộng hòa Ireland.
Doherty gia nhập Wolverhampton Wanderers vào năm 2010. Anh đã có kinh nghiệm chơi bóng lâu năm với các bản hợp đồng cho mượn ở Hibernian và Bury, trước khi bắt đầu thường xuyên góp mặt trong đội một của Wolves.
Ngày 30 tháng 8 năm 2020, Doherty chuyển sang Tottenham Hotspur theo hợp đồng 4 năm với mức phí không được tiết lộ. Doherty có trận ra mắt Tottenham Hotspur tại Premier League trong trận đấu với Everton vào ngày 13 tháng 9 năm 2020.

## Sự nghiệp quốc tế
Doherty đủ điều kiện thi đấu cho đội tuyển quốc gia Hà Lan vì mẹ anh là người Hà Lan. Anh từng khoác áo U19 và U21 Cộng hoà Ireland trước khi có lần đầu tiên được gọi lên đội tuyển quốc gia vào ngày 11 tháng 3 năm 2016 chuẩn bị cho hai trận giao hữu gặp Thuỵ Sĩ và Slovakia.
Anh có trận ra mắt đội tuyển vào ngày 23 tháng 3 năm 2018 trong trận thua 1–0 trước Thổ Nhĩ Kỳ.

## Thống kê sự nghiệp

### Câu lạc bộ
Tính đến ngày 13 tháng 9 năm 2020
| Câu lạc bộ              | Mùa giải  | Giải vô địch            | Giải vô địch | Giải vô địch | Cúp quốc gia | Cúp quốc gia | Cúp Liên đoàn | Cúp Liên đoàn | Khác | Khác | Tổng cộng | Tổng cộng |
| Câu lạc bộ              | Mùa giải  | Hạng đấu                | Trận         | Bàn          | Trận         | Bàn          | Trận          | Bàn           | Trận | Bàn  | Trận      | Bàn       |
| ----------------------- | --------- | ----------------------- | ------------ | ------------ | ------------ | ------------ | ------------- | ------------- | ---- | ---- | --------- | --------- |
| Wolverhampton Wanderers | 2010–11   | Premier League          | 0            | 0            | 1            | 0            | 0             | 0             | —    | —    | 1         | 0         |
| Wolverhampton Wanderers | 2011–12   | Premier League          | 1            | 0            | 1            | 0            | 3             | 0             | —    | —    | 5         | 0         |
| Wolverhampton Wanderers | 2012–13   | Championship            | 13           | 1            | 0            | 0            | 0             | 0             | —    | —    | 13        | 1         |
| Wolverhampton Wanderers | 2013–14   | League One              | 18           | 1            | 0            | 0            | 1             | 0             | 1    | 0    | 20        | 1         |
| Wolverhampton Wanderers | 2014–15   | Championship            | 33           | 0            | 2            | 0            | 1             | 0             | —    | —    | 36        | 0         |
| Wolverhampton Wanderers | 2015–16   | Championship            | 34           | 2            | 1            | 0            | 3             | 0             | —    | —    | 38        | 2         |
| Wolverhampton Wanderers | 2016–17   | Championship            | 42           | 4            | 3            | 1            | 2             | 0             | —    | —    | 47        | 5         |
| Wolverhampton Wanderers | 2017–18   | Championship            | 45           | 4            | 2            | 0            | 0             | 0             | —    | —    | 47        | 4         |
| Wolverhampton Wanderers | 2018–19   | Premier League          | 38           | 4            | 6            | 4            | 1             | 0             | —    | —    | 45        | 8         |
| Wolverhampton Wanderers | 2019–20   | Premier League          | 36           | 4            | 2            | 0            | 1             | 0             | 11   | 3    | 50        | 7         |
| Wolverhampton Wanderers | Tổng cộng | Tổng cộng               | 260          | 20           | 18           | 5            | 12            | 0             | 12   | 3    | 302       | 28        |
| Hibernian (mượn)        | 2011–12   | Scottish Premier League | 13           | 2            | 4            | 0            | —             | —             | —    | —    | 17        | 2         |
| Bury (mượn)             | 2012–13   | League One              | 17           | 1            | 3            | 1            | —             | —             | 2    | 1    | 22        | 3         |
| Tottenham Hotspur       | 2020–21   | Premier League          | 1            | 0            | 0            | 0            | 0             | 0             | 0    | 0    | 1         | 0         |
| Tổng cộng               | Tổng cộng | Tổng cộng               | 291          | 23           | 25           | 6            | 12            | 0             | 14   | 4    | 342       | 33        |

1. 1 2  Ra sân tại Football League Trophy
2. ↑  Ra sân tại UEFA Europa League

### Đội tuyển quốc gia
Tính đến ngày 6 tháng 9 năm 2020
| Đội tuyển quốc gia | Năm       | Trận | Bàn |
| ------------------ | --------- | ---- | --- |
| Cộng hoà Ireland   | 2018      | 5    | 0   |
| Cộng hoà Ireland   | 2019      | 4    | 1   |
| Cộng hoà Ireland   | 2020      | 2    | 0   |
| Tổng cộng          | Tổng cộng | 11   | 1   |

### Bàn thắng quốc tế
Bàn thắng và tỷ số của Ireland được liệt kê trước
| # | Ngày                 | Địa điểm                            | Đối thủ  | Bàn thắng | Kết quả | Giải đấu            |
| - | -------------------- | ----------------------------------- | -------- | --------- | ------- | ------------------- |
| 1 | 18 tháng 11 năm 2019 | Sân vận động Aviva, Dublin, Ireland | Đan Mạch | 1–1       | 1–1     | Vòng loại Euro 2020 |

## Danh hiệu
Hibernian
- Á quân Scottish Cup: 2011–12[6]

Wolverhampton Wanderers
- EFL Championship: 2017–18[7]
- EFL League One: 2013–14[8]

Cá nhân
- Cầu thủ xuất sắc nhất năm của Wolverhampton Wanderers: 2015–16[9]